# نهر تشاغريس
نهر تشاغريس (بالإسبانية: Río Chagres)‏ هو نهر يجري في وسط بنما، وهو أكبر نهر في منطقة قناة بنما. الجزء الرئيسي منه محجوز بسد غاتون مكونا بحيرة غاتون وهي بحيرة صناعية تشكل جزءا هاما من قناة بنما. ويصب النهر في بحر الكاريبي. وبهذا يكون هذا النهر قد تحول إلى أن يكون جزءا من قناة بنما التي تصل بين المحيط الأطلنطي والهادي.

## أعلام
- هنري فوستر